# لران (باغ‌ملک)
لران، روستایی در دهستان قلعه تل بخش قلعه تل شهرستان باغ‌ملک در استان خوزستان ایران است. این روستا، مرکز دهستان قلعه تل است.

## جمعیت
بر پایه سرشماری عمومی نفوس و مسکن در سال ۱۳۹۵، جمعیت این روستا برابر با ۵۰۷ نفر (۱۲۴ خانوار) است.